# Поповское сельское поселение (Тульская область)
Поповское сельское поселение — бывшее муниципальное образование в Чернском районе Тульской области. В 2014 году территория сельского поселения и его населённые пункты были включены в состав Северного муниципального образования.
Административный центр — деревня Поповка 1-я.

## Население
| 2010 | 2012  | 2013  | 2014  |
| ---- | ----- | ----- | ----- |
| 2594 | ↘2562 | ↗2568 | ↗2604 |

## Населённые пункты
В состав сельского поселения входило 42 населённых пункта:
- деревни:

д. Агничное
д. Ачкасово
д. Богородицкое
д. Большой Конь
д. Воскресеновка
д. Выползово
д. Девочкино
д. Есино-Гать
д. Западное
д. Знаменка
д. Знаменские Выселки
д. Кондыревка
д. Красный Конь
д. Леонтьево
д. Малый Конь
д. Михайловка
д. Орлик
д. Поповка Первая
д. Поповка Вторая
д. Проходное
д. Растопчино
д. Слободка
д. Старые Горки 1
д. Старые Горки 2
д. Степные Выселки
д. Сукманово 1
д. Сукманово 2
д. Сукманово 3
д. Сукмановские Выселки
д. Тёмное
- посёлки:

п. Богатый
п. Дубки
п. Льва Толстого
п. Максима Горького
п. Михайловский
п. Подгорный
п. Спартак
п. Шоссе
- сёла:

с. Акинтьево 1
с. Акинтьево 2
с. Велье-Никольское
с. Дупны

## Экономика
Производство картофеля ООО «Максим Горький»

## Достопримечательности
- Церковь Спаса Преображения (Девочкино)